# Terence O’Neill
Terence Marne O’Neill, Baron O’Neill of the Maine (* 10. September 1914 in der Grafschaft Antrim, Nordirland; † 12. Juni 1990 in Hampshire, England) war der vierte Premierminister Nordirlands.

## Hintergrund
Terence O’Neill wurde am 10. September 1914 als Sohn von Hauptmann Arthur O’Neill geboren. Arthur O’Neill war der erste Abgeordnete des House of Commons, der im Ersten Weltkrieg getötet wurde. Terence O’Neill ging zum Eton College und trat dann in die British Army ein. Während des Zweiten Weltkriegs diente er bei den Irish Guards.

## Politische Anfänge
O’Neill wurde 1946 in einer Nachwahl als Kandidat der Ulster Unionist Party für den Wahlkreis Bannside ins Parlament gewählt. Er diente in einigen nachrangigen Posten, bevor er im April 1956 Minister of Home Affairs wurde. Noch im Oktober desselben Jahres wurde er Minister for Finance.

## Die Zeit als Premierminister
1963 wurde er Nachfolger von Lord Brookeborough im Amt des Premierministers. Er begann inhaltlich eine neue Politik, die es in dieser Form bei seinem Vorgänger nicht gegeben hätte. Er versuchte, die konfessionelle Trennung zu überwinden und Katholiken und Protestanten zu einer arbeitsfähigen Zusammenarbeit zu bewegen. Im Januar 1965 lud O’Neill den Regierungschef der Republik Irland, Seán Lemass, zu Gesprächen nach Belfast ein.
O’Neill schlug dabei erheblicher Widerstand aus seiner eigenen Partei entgegen, da er nur wenige über das Treffen unterrichtet hatte. Widerstand kam ebenfalls von Ian Paisley, der jegliche Gespräche mit der Republik Irland kategorisch ablehnte. Paisley und seine Anhänger bewarfen Lemass’ Auto mit Schneebällen. Im Februar besuchte O’Neill Lemass in Dublin. Die Opposition gegen O’Neills Reformen waren so stark, dass bei einer Veranstaltung des Oranier-Ordens der O’Neill-Anhänger und Abgeordnete für Mid Ulster, George Forrest, von Mitgliedern des eigenen Ordens vom Podest gezogen und bewusstlos geschlagen wurde.
1968 startete die Northern Ireland Civil Rights Association (NICRA) Straßendemonstrationen. Ein Marsch in Derry am 5. Oktober 1968, der von Innenminister William Craig zuvor verboten worden war, wurde von der Royal Ulster Constabulary (RUC) unter Einsatz von Schlagstöcken aufgelöst. Unter den Verletzten waren unter anderem auch prominente Politiker. Dieser Ausbruch von Gewalt wurde von Fernsehkameras dokumentiert und weltweit gesendet. Das Datum dieses Marsches wird von vielen Historikern als der Beginn der Schwierigkeiten in Nordirland betrachtet. Im Mai 1968 wurde O’Neill von Mitgliedern der Woodvale Unionist Association mit Eiern, Mehl und Steinen beworfen, die mit seiner Politik der Zugeständnisse nicht einverstanden waren.
Als Antwort auf die schlechte Presse stellte O’Neill einen Fünf-Punkte Reformplan vor. Dieser Plan gewährte der NICRA eine Reihe von Zugeständnissen, die diese verlangt hatten. Er beinhaltete allerdings nicht das Prinzip der freien Wahlen gemäß dem Grundsatz „one man one vote“. Trotz dieser Einschränkung kam die NICRA zu der Einschätzung, dass sie einiges erreicht hatte, und stimmte dem Vorschlag zu, die Protestmärsche aufzuschieben. Man erwartete eigentlich nur, dass die Dinge besser wurden, aber viele in den katholischen Gemeinden hatten das Gefühl, dass die begrenzten Reformen ausreichen. Eine Gruppe Studenten gründete unter der Leitung von Bernadette Devlin und Michael Farrell die People’s Democracy. Sie organisierte einen viertägigen Marsch von Belfast nach Derry, der am 1. Januar 1969 begann. Der Marsch geriet am vierten Tag in einen Hinterhalt von etwa 200 Unionisten. Trotz einer starken Präsenz der RUC griff diese nicht ein. Es stellte sich später heraus, dass ein Großteil der Angreifer selbst Angehörige der RUC waren. Dreizehn Protestteilnehmer mussten anschließend zur Behandlung ihrer Verletzungen stationär aufgenommen werden. Dieser Übergriff löste eine Welle mehrtägiger Ausschreitungen zwischen der RUC und katholischen Demonstranten in Derryer Stadtteil Bogside aus.
Im Februar 1969 kam es in der Ulster Unionist Party zur Aufruhr, ausgelöst durch zehn bis zwölf Abweichler und dem Rückzug Brian Faulkners aus der Regierung. O’Neill beschloss daher, Neuwahlen durchzuführen.

## Rücktritt
Die Wähler stand vor einer einfachen Wahl: für oder gegen O’Neill. Aus O’Neills Sicht war das Wahlergebnis jedoch nicht eindeutig. Besonders die nahe Niederlage im eigenen Wahlkreis Bannside gegen Ian Paisley war erniedrigend. Er trat daraufhin im April 1969 als Vorsitzender der Ulster Unionist Party und als Premierminister zurück, nachdem eine Serie von Bombenanschlägen auf das Wasserwerk von Belfast, verübt durch die Ulster Volunteer Force, die politische Krise zuspitzte.
In einem Interview mit dem Belfast Telegraph, welches im Mai 1969 veröffentlicht wurde, sagte er:

“It is frightfully hard to explain to Protestants that if you give Roman Catholics a good job and a good house, they will live like Protestants … they will refuse to have 18 children … If you treat Roman Catholics with due consideration and kindness, they will live like Protestants in spite of the authoritative nature of their Church.”

„Es ist beängstigend schwer, den Protestanten zu erklären, dass wenn man einem Katholiken ein Haus und einen Job gibt, diese wie Protestanten leben werden … Sie werden keine 18 Kinder haben wollen … Wenn man Katholiken mit entsprechender Nachsicht und Freundlichkeit behandelt, werden sie trotz des autoritären Wesens ihrer Kirche wie Protestanten leben.“

## Ruhestand
Mit der Aufgabe seines Parlamentssitzes im Januar 1970 verabschiedete sich O’Neill aus der Politik, nachdem er im Vorjahr noch zum Father of the House gewählt wurde. Im gleichen Jahr wurde er zum Life Peer erhoben (Baron O’Neill of the Maine, of Ahoghill in the County of Antrim).
O’Neill starb am 12. Juni 1990 in Hampshire, England.